# Laurabuc-et-Mireval
Laurabuc-et-Mireval est une ancienne commune de l'Aude qui a existé de 1972 à 1989.

## Historique
Laurabuc-et-Mireval a été créée le 7 juin 1972 à la suite de la fusion-association des communes de Laurabuc et de Mireval-Lauragais. Le 1er janvier 1989, elle est supprimée à la suite du rétablissement des deux communes,.
Début janvier 1994, un meurtre commis à Laurabuc-et-Mireval fait la Une du quotidien L'Humanité.
Bien que la commune n'existe plus depuis le 1er janvier 1989, on peut encore lire dans des actes administratifs le nom de cette commune, en 1997 et même en 2007 où le nom de la commune « Laurabuc-et-Mireval » est cité comme faisant partie de la« Délimitation territoriale de la section d'inspection du travail de l'Aude ».

## Pour approfondir